# Louis-Armand Chardin
Pour les articles homonymes, voir Chardin.
Louis-Armand Chardin, né à Fécamp en 1755 et mort à Paris le 1er octobre 1793, est un compositeur français.

## Biographie
Chardin débuta à l’Opéra, en 1780, dans l’emploi des basses-tailles, et fut reçu définitivement l’année suivante. Il se fit remarquer par la beauté de sa voix de baryton et la pureté de son chant. Il jouait néanmoins froidement et ne sut jamais animer la scène. Le rôle qui lui fit le plus d’honneur fut celui de taille de Thésée dans Œdipe à Colone.
Chardin était compositeur, et l’on connaît de lui plusieurs petits opéras qu’il écrivit pour le théâtre de Beaujolais, tels que : le Pouvoir de la nature, en un acte, 1786 ; la Ruse d’amour, en un acte, 1786 ; le Clavecin, 1787 ; Clitandre et Céphise, 1788. Il a fait représenter à la Comédie italienne l’Anneau perdu et retrouvé, en un acte, 1787. On connaît aussi de lui la musique d’un mélodrame intitulé : Annette et Basile.
Chardin fut un des premiers à mettre en musique les romances d’Estelle et de Galatée de Florian. Son oratorio du Retour de Tobie fut exécuté au Concert spirituel, dans la même année. Chardin écrivit les récitatifs du roi Théodore à Venise, de Paisiello, lorsque cet ouvrage, traduit par Moline, fut représenté à l’Opéra le 11 septembre de cette année.
Il faut ajouter aussi à la liste de ses productions dramatiques l’Amant sculpteur, opéra comique en un acte qui fut représenté au Théâtre-comique et lyrique en 1790. Lorsqu’en 1792, Piis et Barré fondèrent le théâtre du Vaudeville, ils engagèrent Chardin comme « instituteur » de leurs jeunes artistes, et comme compositeur et arrangeur de la musique de leurs pièces. « Peu de personnes, disait à ce sujet le rédacteur de l’Almanach des Spectacles, étoient  plus en état que cet artiste de travailler pour ce spectacle : le vaudeville étoit son genre favori, et il étoit fait pour enrichir son théâtre d’une foule d’airs, que les auteurs ont mis partout, et qui sont dans la bouche de tout le monde. » Cet emploi n’empêcha pas Chardin de continuer à faire partie du personnel de l’Opéra, mais il lui donna la facilité de placer un sien parent, peut-être son frère, J. Chardin, à l’orchestre du Vaudeville, où celui-ci jouait la partie de violoncelle.
Ayant embrassé avec chaleur le parti de la Révolution, Chardin était capitaine d’une compagnie armée de la section de Marat à sa mort, survenue à l’âge de trente-sept ans.
Cinq jours après sa mort, le vaudevilliste Piis envoya ces vers sur Chardin au Journal des Spectacles :
L’Opéra perd un bon artiste,
La Musique, un bon harmoniste,
Le Vaudeville un bon soutien,
Le dieu Comus un bon convive ;
Mais, ce qui cause à tous une douleur plus vive,
La République, en lui, perd un bon citoyen.

## Sources
- François-Joseph Fétis, Biographie universelle des musiciens, Paris, Firmin-Didot, 1881, p. 170.